# Reveille (Surinaamse krant)
Reveille was in 1949 en 1950 een ochtendblad in Suriname. De redactie lag in handen van  Fernand de Rooy die vervolgens van 1952 tot 1957 redacteur was voor De Tijd.
Evenals De Surinamer werd de krant gedrukt bij Drukkerij H. van den Boomen. Op 6 januari 1951 verscheen in De Surinamer een bericht dat Reveille geen drukkerij meer had en de verschijning daardoor staakte. In de krant Het Nieuws was twee maanden eerder nog een melding verschenen dat Reveille sinds 1 november was overgenomen door CV Reveille met als beherend vennoot H.H. Cabell en De Rooy toen nog steeds als redacteur.
Behalve op de zondag verscheen de krant op klein formaat. Het bracht binnen- en buitenlands nieuws en in 1950 veel binnenlands politiek nieuws, met onder meer eigen verslagen van de strubbelingen binnen de Nationale Partij van Suriname (NPS) destijds. Daarnaast besteedde de krant uitgebreid aandacht aan cultureel nieuws.